# Spokornica Magdalena (Donatello)
Spokornica Magdalena je lesena skulptura Marije Magdalene italijanskega renesančnega kiparja Donatella, nastala okoli leta 1453–1455. Skulptura je bila verjetno naročena za Firenško krstilnico. Predmet je bil sprejet z začudenjem zaradi njegovega realizma brez primere. Zdaj je v Muzeju Opera del Duomo v Firencah.
Donatello je uporabil les belega topola.

## Ikonografija
Čeprav je bila Spokornica Magdalena običajna upodobitev številnih samskih likov Marije Magdalene v umetnosti, se Donatellov izmučen lik močno razlikuje od večine upodobitev, ki kažejo lepo mlado žensko v skoraj popolnem zdravju. Spokornica Magdalena je znana po podrobnih in zelo realističnih rezbarijah na kipu. Srednjeveška hagiografija v zahodni cerkvi je povezala lik Marije Magdalene, ki je že povezan z Marijo Betansko in neimenovanim grešnikom maziljenim Jezusom, s svetom Marije Egiptovske. Bila je priljubljena osebnost v vzhodnih cerkvah, ki je bila prostitutka, preden je trideset let preživela v puščavi. Donatellova upodobitev je podobna in je nanjo verjetno vplivala vzhodno pravoslavna ikona Marije Egiptovske, ki prikazuje podoben izmučen lik. Tako je prezrl zahodne legende, po katerih so Marijo v puščavi vsak dan hranili angeli.

## Zgodovina
Dokumentacije o delu je malo. Najstarejša omemba Spokornice Magdalene je iz leta 1500 in omenja, da je kip postavljen nazaj v krstilnico v Firencah proti jugozahodni steni. Od takrat je bil kip nekajkrat premaknjen: leta 1688 so ga nadomestili s krstilnikom in ga dali v skladišče, leta 1735 so ga zopet preselili nazaj v krstilnico in leta 1912 spet postavili ob jugozahodno steno. Danes, ko so ga premaknili po obnovi, ga je mogoče videti v Sala della Maddalena v Muzeju 'Opera del Duomo v Firencah.
Renesančni umetnostni zgodovinar Giorgio Vasari omenja delo v svojem Vite:
 »V isti krstilnici, nasproti te grobnice, je viden kip iz lastne roke Donatella, lesena sv. Marija Magdalena v spokorništvu, ki je zelo lep in dobro izveden, kajti s postom in vzdržljivostjo se je  posušila do te mere, da vsak del njenega telesa odraža popolno razumevanje človeške anatomije.« 
Donatello je delo izdelal, ko je bil star več kot šestdeset let, potem ko je desetletje preživel v Padovi. Datacija je bila ugotovljena posredno na podlagi izvoda iz leta 1455 iz delavnice Neri di Biccija, ki je zdaj v Kolegijskem muzeju v Empoli.
Leta 1500 je bilo delo v mestni krstilnici. Po navedbah italijanskega zgodovinarja ga je videl Karel VIII. Francoski v 1480-ih, ko je v bližini Firenc taboril s svojo vojsko.
Delo je poškodovala poplava reke Arno leta 1966, postopek restavriranja pa je razkril nekaj prvotne barve in pozlate kipa.